# المقاومة الشعبية (اليمن)
المقاومة الشعبية هي جماعات مسلحة أنشئت في عدة محافظات يمنية، وذلك بعد إنقلاب الحوثيين وانحياز غالبية الجيش إلى جانبهم، (من صاحب هذا الرأي) وتشارك المقاومة الشعبية في الحرب الأهلية اليمنية لقتال الحوثيين والجيش المؤيد لعلي عبد الله صالح.
وتعود جذورها في بعض المحافظات إلى اللجان الشعبية التي شكلت في 2010م لمحاربة تنظيم القاعدة.

## المقاتلين

### مأرب
تتطوع الالوف من سكان محافظة مأرب ومعظم المحافظات الجنوبية، وبعض المحافظات الشمالية (كالجوف وحجة) للقتال في صفوف المقاومة الشعبية، بالإضافة إلى فروع من قبيلتي حاشد وحمير.
وتشير بعض الاحصائيات إلى أن عدد مقاتلي المقاومة الشعبية يترواح ما بين 
180 الف إلى 300 مقاتل (إضافة إلى مقاتلي الجيش الوطني).
وتتمتع المقاومة بتسليح من اسلحة كلاشنكوف عيار 4-5، وتملك ما يترواح ما بين 1000 إلى 1500 دبابة معظمها روسية الصنع، بالإضافة إلى دبابات «نمر» سعودية الصنع، ومدافع متحركة ثقيلة «روسية وسعودية الصنع».
وتمتع المقاومة بحماية جوية تتمثل في طائرات التحالف (150 طائرة سعودية و+50 طائرة من بقية دول مجلس التعاون و+40 من الأردن والمغرب والسودان)، وحماية بحرية تتمثل في القوات البحرية المصرية، ويدعمها أيضا 3000-10000 جندي من القوات المسلحة السودانية. وما يزيد بقليل عن 2000 جندي سنغالي.
وقد تم تم تزويد المقاومة بطائرات بدون طيار من طراز 3-ار أمريكية الصنع.
وتفيد بعض المصادر ان المقاومة استولت على صواريخ بالستية صينية الصنع قد تم شراءها في عهد المخلوع صالح وكان يتم تخزينها في محافظة المهرة.

### المحافظات الجنوبية
اعتبارا من 10 أبريل، قالت نيويورك تايمز إن معظم المدافعين عن عدن كان من السكان المحليين الذين حملوا السلاح ضد الغزاة الحوثيون، وشكلوا ميليشيات منظمة لحماية أحيائهم السكنية، ويقاتل إلى جانبهم مسلحي المقاومة الجنوبية.